# Jenner (Kalifornien)
Jenner ist ein census-designated place (CDP) in Sonoma County im US-Bundesstaat Kalifornien mit 122 Einwohnern (Stand: 2020). Das Siedlungsgebiet umfasst eine Fläche von etwas mehr als sechs Quadratkilometern und befindet sich direkt an der Pazifikküste nördlich von San Francisco. Die State Route 1 verläuft an Jenner vorbei.
Trotz seiner geringen Einwohnerzahl galt der Ort insbesondere bei Touristen wegen der ruhigen Lage am Meer. Insbesondere Bewohner des südlich von Jenner befindlichen Ballungsraums um San Francisco und Oakland zieht es in die Region. Der weitläufige Strand, der von Felsen abgegrenzt wird, besteht größtenteils aus bräunlichem Kies. Die Küstengegend der Region ist auch bei Windsurfern ein populäres Ziel. Im Gegensatz zum Süden Kaliforniens, wo vor allem im Sommer heißes Wetter herrscht, ist das Klima in dieser Region gemäßigter und reicher an Niederschlag, was besonders auf die Wintermonate zutrifft. Im Winter kann das Thermometer auch besonders nachts bis auf knapp über dem Gefrierpunkt fallen.
Die Volkszählung von 2010 ergab eine Gesamteinwohnerzahl von 136. Rund 91 Prozent davon sind europäischer Abstammung (also Weiße), was deutlich über dem kalifornischen Durchschnitt liegt. Der Anteil an Asiaten und Afroamerikanern ist dabei vergleichsweise mit weniger als zwei Prozent sehr gering. Auch Latinos stellen nur rund sechs Prozent der Bevölkerung des Ortes. Der geringe Anteil an Latinos begründet sich insbesondere in der geographischen Lage des Ortes in der nördlichen Hälfte Kaliforniens, wo deutlich weniger Menschen dieser Ethnie angehören als im südlichen Teil des Bundesstaates. Bedingt durch den Fremdenverkehr in den Sommermonaten steigt die Einwohnerzahl substanziell an.

## Weblinks

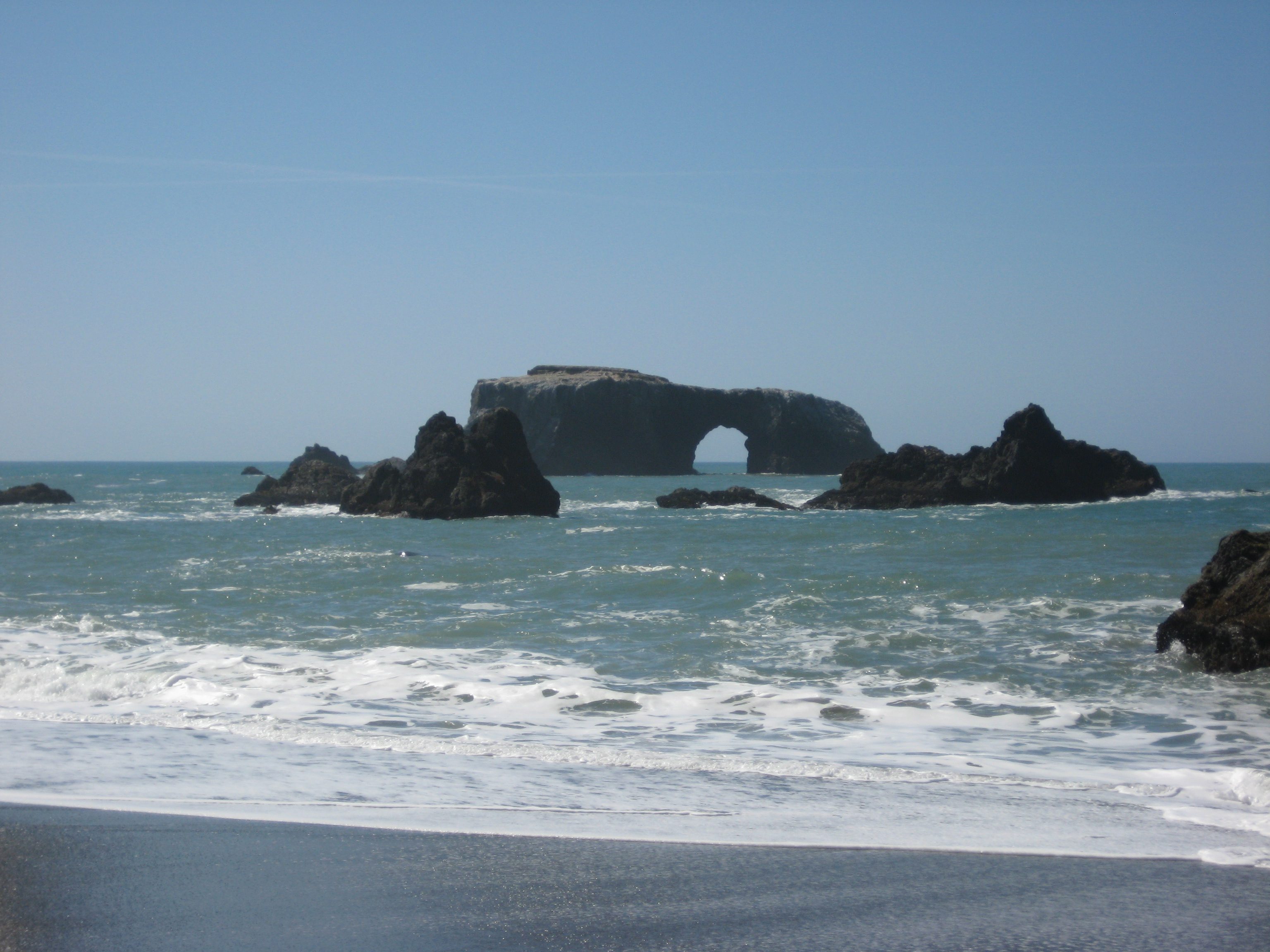
Am Strand von Jenner im Frühjahr